# Шейнин, Виктор Михайлович
Виктор Михайлович Шейнин (6 декабря 1913, Москва — 22 сентября 1990, Москва) — советский авиаконструктор и учёный в области весового проектирования самолётов, лауреат Ленинской премии (1970).

## Биография
С 1929 года работал на различных московских предприятиях.
В 1940 году окончил Московский авиационный институт, после чего работал в ОКБ С. В. Ильюшина в должностях от инженера-конструктора до начальника отдела весового проектирования. 
Занимался расчётами эффективности проектируемых самолётов и их весовыми характеристиками. Принимал участие в проектировании самолётов Ильюшина от Ил-6 до Ил-96-300.
Предложил компоновку военно-транспортного самолёта Ил-76, обеспечивающий большой диапазон центровок для возможности воздушного десантирования боевой техники.
Кандидат технических наук.

## Награды и звания
- Орден Октябрьской Революции[2]
- Орден Трудового Красного Знамени (трижды)[2]
- Орден «Знак Почёта»[2]
- Медаль «За трудовую доблесть»
- Медаль «За доблестный труд в Великой Отечественной войне 1941—1945 гг.»
- Медаль «В память 800-летия Москвы»
- Лауреат Ленинской премии (1970) — в составе коллектива за создание межконтинентального пассажирского самолёта Ил-62[2]